# Rudolf Schiedermair
Rudolf Schiedermair (även Rolf Schiedermair), född 8 maj 1909 i München, död 6 juni 1991 i Würzburg, var en tysk promoverad jurist och SS-Obersturmbannführer. Under Tysklands ockupation av Norge 1940–1945 var han chef för avdelningen för allmän statsförvaltning inom Rikskommissariatet Norge (Reichskommissariat Norwegen).

## Biografi
Schiedermair promoverades 1933 till juris utriusque doktor vid Würzburgs universitet efter att ha lagt fram avhandlingen Der Verein des öffentlichen Rechts in Bayern.
Under 1930-talets senare del var Schiedermair verksam vid NSDAP:s raspolitiska byrå. Den 9 april 1940 anföll Tyskland Norge och inom kort inrättades Rikskommissariatet Norge med Josef Terboven som rikskommissarie. Schiedermair utsågs till chef för avdelningen för allmän statsförvaltning och blev Terbovens juridiske rådgivare. Schiedermair var även ordförande för en ståndrätt som avkunnade ett flertal dödsdomar mot norska motståndskämpar.

### Efter 1945
År 1949 frikändes Schiedermair av en norsk domstol, som fastställde att Schiedermair aldrig hade handlat på eget initiativ utan endast varit ett verktyg för den tyska ockupationsregeringen. Från 1958 till 1962 var han ordförande för Würzburgs förvaltningsdomstol. Därjämte var han hedersprofessor i förvaltningsrätt vid Würzburgs universitet.